# Ralph Faudree
Ralph Jasper Faudree (Durant, Oklahoma, 23 de agosto de 1939 – 13 de janeiro de 2015) foi um matemático estadunidense, professor de matemática da Universidade de Memphis.
Completou a graduação em 1961 na Universidade Batista de Oklahoma, e obteve um Ph.D. em 1964 na Universidade Purdue, orientado por Eugene Schenkman (1922–1977). Faudree foi instrutor na Universidade da Califórnia em Berkeley e professor assistente na Universidade de Illinois em Urbana-Champaign antes de tornar-se membro da faculdade da Universidade de Memphis como professor associado em 1971.
Faudree foi especialista em combinatória, e especificamente em teoria dos grafos e teoria de Ramsey. Publicou mais de 200 artigos matemáticos sobre estes tópicos juntamente com matemáticos notáveis como Béla Bollobás, Stefan Burr, Paul Erdős, Ronald Gould, András Gyárfás, Brendan McKay, Cecil Clyde Rousseau, Richard Schelp, Miklós Simonovits, Joel Spencer e Vera Sós. Recebeu a Medalha Euler de 2005 por suas contribuições em combinatória. Seu Número de Erdős é 1: co-escreveu 50 artigos juntamente com Paul Erdős iniciando em 1976, estando entre os três matemáticos que foram mais frequentemente co-autores com Erdős.

## Publicações selecionadas
- «Subgroups of the multiplicative group of a division ring». Trans. Amer. Math. Soc. 124: 41–48. 1966. MR 0201508. doi:10.1090/s0002-9947-1966-0201508-9
- «Embedding theorems for ascending nilpotent groups». Proc. Amer. Math. Soc. 18: 148–154. 1967. MR 0206105. doi:10.1090/s0002-9939-1967-0206105-3
- «A note on the automorphism group of a p-group». Proc. Amer. Math. Soc. 19: 1379–1382. 1968. MR 0248224. doi:10.1090/s0002-9939-1968-0248224-2
- «Locally finite and solvable groups of sfields». Proc. Amer. Math. Soc. 22: 407–413. 1969. MR 0244310. doi:10.1090/s0002-9939-1969-0244310-2
- «Groups in which each element commutes with its endomorphic images». Proc. Amer. Math. Soc. 27: 236–240. 1971. MR 0269737. doi:10.1090/s0002-9939-1971-0269737-3